# Puche
Puche is een gehucht in het Franse departement Moselle in de regio Grand Est.
Puche ging tussen 1790 en 1794 in Ogy. Deze gemeente fuseerde 1 januari 2017 met Montoy-Flanville tot de huidige commune nouvelle Ogy-Montoy-Flanville.
Flanville · Montoy (Haut & Petit) · Ogy · Puche · Saint-Agnan